# عشق، عشق غیرعادی
عشق، عشق غیرعادی (پرتغالی برزیلی: Amor Estranho Amor) یک فیلم درام جنایی اروتیک برزیلی به نویسندگی و کارگردانی والتر اوگو کوری محصول ۱۹۸۲ است. در این فیلم ورا فیشر، تارسیزیو میرا، شوشا منگل و ماتیلده ماسترانجی ایفای نقش می‌کنند. فیشر برنده جایزه بهترین بازیگر زن در پانزدهمین جشنواره برازیلیا و همچنین جایزه ایرفرانس شد.

## داستان
یک مرد مسن که کت و شلوار رسمی به تن دارد، توسط راننده‌اش در مقابل عمارتی پیاده می‌شود. او به تنهایی آغاز به گشت زدن در اتاق‌های عمارت می‌کند. این عمارت ظاهراً متروکه است، با اتاق‌های خالی، اما هنوز هاله‌ای از شکوه گذشته را حفظ کرده است. صحنه به ۴۵ سال پیش تغییر می‌کند، جایی که پسری دوازده ساله توسط مادربزرگش از ایستگاه قطار به صورت پیاده همراهی می‌شود. زن مسن‌تر نامه‌ای بیرون می‌آورد و از پسر می‌خواهد آن را به مادرش بدهد. آن‌ها نزدیک دروازه همان عمارتی هستند که مرد مسن ۴۵ سال بعد به آن سر می‌زند، و مادربزرگ پسر را آنجا رها می‌کند. دروازه قفل است، اما زنی به پسر را سلام می‌کند. او نامه را به زن می‌دهد و می‌گوید برای مادرش است، و زن او را به داخل راه می‌دهد. مادربزرگ که از دور به صورت مخفیانه تماشا می‌کرد، پس از اطمینان از ورود پسر، منطقه را ترک می‌کند. زن جوان‌تر پسر را به داخل خانه هدایت می‌کند. مرد مسن به نظر می‌رسد این خاطرات را در فلش‌بک‌هایی به یاد می‌آورد.
پس از ورود به خانه، زنی دیگر که به نظر می‌رسد مدیر تجاری باشد، آن‌ها را استقبال می‌کند. پس از شنیدن دربارهٔ نامه برای آنا، مادر پسر، مدیر، زن اول را برای پیدا کردن آنا می‌فرستد. در همین حال، زنان زیادی در خانه مشغول آماده‌سازی برای رویدادی مهم به نظر می‌رسند، نظافت می‌کنند و گل‌ها را مرتب می‌کنند. پسر توسط مدیر به اتاقی کناری برده می‌شود. او از پسر سؤال می‌کند و پسر می‌گوید که مادربزرگش او را آنجا گذاشته تا با مادرش بماند. مادربزرگ در حال بازگشت به سانتا کاتارینا در برزیل است. مدیر به نظر شوکه می‌شود از اینکه پسر قرار است با مادرش بماند، هرچند دلیلش بلافاصله مشخص نیست. آنا ظاهر می‌شود و پسرش را در آغوش می‌گیرد، و اظهار می‌کند که او حالا خیلی بیشتر از آخرین باری که یک سال پیش دیده بود، شبیه مرد شده است. به نظر می‌رسد پسر معمولاً با مادربزرگش زندگی می‌کند، نه با آنا.
پسر در سرسرا منتظر می‌ماند در حالی که آماده‌سازی برای رویداد ادامه دارد. تعداد زیادی زن جذاب در خانه هستند که برخی از آن‌ها به پسر نظر می‌اندازند یا با او شوخی‌های عاشقانه می‌کنند و حتی بوسه‌های هوایی برایش می‌فرستند. در همین حال، آنا با مدیر دربارهٔ نامه صحبت می‌کند. در نامه، مادربزرگ—مادر آنا—شکایت‌های مختلفی از آنا دارد. مشکل اصلی به نظر می‌رسد این باشد که آنا معمولاً هزینه‌های کامل خانه در سانتا کاتارینا را تأمین می‌کند. مادر آنا از اینکه چند ماه است پولی دریافت نکرده عصبانی است، کمبودی که آنا به خرید اخیر خانه نسبت می‌دهد. با ادامه صحبت آنا و مدیر، به تدریج مشخص می‌شود که این عمارت بزرگ ممکن است نوعی روسپی‌خانه باشد. عمارت متعلق به شخصی به نام دکتر اُسمار است و زنان ظاهراً از دکتر اُسمار و مردان ثروتمند دیگر پول زیادی به دست می‌آورند. دکتر اُسمار در حال حاضر بیشتر به آنا علاقه‌مند است، هرچند پیش‌تر به مدیر علاقه داشت. این دلیل ثروتمند شدن آنا است که حالا می‌تواند خانه‌ای برای خودش بخرد و همچنین خانواده مادرش را در سانتا کاتارینا حمایت کند.
از آنجا که فعالیت‌های داخل خانه غیرقانونی است، خطرناک است که اجازه دهند پسری دوازده ساله آنجا بماند. اما آنا هیچ خویشاوند محلی ندارد که او را به آنجا بفرستد. آن‌ها می‌توانند پسر را—همراه با مقداری پول برای آرام کردن مادر آنا—به سانتا کاتارینا برگردانند، اما باید برنامه‌ای برای زمان بعد از رویداد پیش رو داشته باشند. در همین حال، در سرسرا، یکی از زنان به پسر نزدیک می‌شود، با او چشم در چشم می‌شود (در حالی که به‌طور فریبنده سیبی می‌خورد)، سپس به سمت پله‌های بزرگ می‌دود تا به گروه زنانی که روی بالکن ایستاده‌اند بپیوندد. پسر بسیار خجالت‌زده به نظر می‌رسد. مدیر—که حالا به عنوان مادام روسپی‌خانه شناخته می‌شود—زنی به نام ترز را صدا می‌کند و به او دستور می‌دهد اتاقی موقت برای پسر در زیرشیروانی آماده کند. آنا سپس پسر را از کنار گروه زنان روی بالکن که همچنان به حضور یک پسر جوان در آنجا می‌خندند، عبور می‌دهد. آنا آن‌ها را به خاطر این رفتار سرزنش می‌کند. آنا پسر را به اتاقش می‌برد که به‌طور خاص مجلل به نظر می‌رسد. پسر به نظر می‌رسد متوجه چیز عجیبی دربارهٔ خانه شده، اما هنوز آن‌قدر معصوم است که ماهیت واقعی آن را درک نکند. آنا، مادام را به نام لورا معرفی می‌کند و به‌طور مبهم می‌گوید که زنان به لورا در کارهای مختلف کمک می‌کنند. آن‌ها دربارهٔ نامه و سفر صحبت می‌کنند، جایی که ظاهراً مادر آنا دربارهٔ پول شکایت داشت. مادر آنا همچنین شکایت‌های نامشخصی دربارهٔ رفتار پسر داشت. آنا به پسر می‌گوید حمام کند و لباس عوض کند.
پس از اینکه پسر—هوگو—حمامش را تمام کرد، آنا به او حوله‌ای می‌دهد. او هنگام بیرون آمدن از حمام، قسمت‌های خصوصی‌اش را می‌پوشاند و آنا می‌گوید حالا نوبت اوست. هوگو که سرگردان است، در را کمی باز می‌کند تا بیرون را نگاه کند. زنی که پیش‌تر به او چشمک زده بود—اولگا—با دختران دیگر بیرون اتاق حرف می‌زد تا اینکه متوجه هوگو شد که دارد نگاه می‌کند. دوباره با او چشم در چشم می‌شود، به سمت اتاقش می‌آید و جلوی در می‌ایستد و با نگاهی فریبنده به او بوسه هوایی می‌فرستد. وقتی می‌بیند هوگو به بدنش نگاه می‌کند، روپوشش را باز می‌کند و بدن برهنه‌اش را نشان می‌دهد. چشمان هوگو گشاد می‌شود، اما وقتی اولگا به سمت او قدم برمی‌دارد، در را می‌بندد. سپس هوگو به آنا که در حال حمام کردن است نگاه می‌کند و آنا را برهنه می‌بیند. صحنه برای لحظه‌ای به مرد مسن که به گذشته فکر می‌کند برمی‌گردد. آنا سپس هوگو را به فضای زیرشیروانی‌اش می‌برد. آن‌ها از کنار زنی جوان و نیمه‌برهنه رد می‌شوند و آن زن و آنا به هم خیره می‌شوند. در زیرشیروانی، آنا به هوگو قول می‌دهد که روزی خانه خودشان را خواهند داشت، اما ممکن است هوگو برای مدتی کوتاه به مادربزرگش برگردد. این موضوع هوگو را ناراحت می‌کند. کسی—احتمالاً دکتر اُسمار—وارد می‌شود و آنا می‌رود. کمی بعد، هوگو زنی نیمه‌برهنه به نام تامارا را می‌بیند که دستورالعمل‌هایی دربارهٔ نقشی که باید برای مشتری جدید بازی کند دریافت می‌کند. او باید نقش دختری معصوم و باکره را بازی کند که بیشتر آلمانی حرف می‌زند و بنابراین به پرتغالی، زبانی که شخصیت‌ها در برزیل بیشتر استفاده می‌کنند، خیلی مسلط نیست.
آنا و لورا سپس روی ایوان با دکتر اُسمار، که زودتر رسیده بود، صحبت می‌کنند. دکتر اُسمار یک چهره سیاسی بزرگ است که برای انتخابات برزیل که قرار است در ۳ ژانویه ۱۹۳۸ برگزار شود آماده می‌شود. اما برای برنده شدن در انتخابات، او به اتحاد با مرد دیگری نیاز دارد که قرار است کمی بعد به عنوان مشتری به روسپی‌خانه بیاید. این متحد احتمالی دوست دارد تصویر پاکدامنی از خود نشان دهد. نقشه ظاهراً این است که به او خوش بگذرد، اما او را در معرض خطر باج‌گیری آینده قرار دهند تا احساس فشار کند و با اتحاد موافقت کند. به متحد احتمالی پیشنهاد می‌شود با تامارا بخوابد، کسی که گفته می‌شود همیشه از نظر جنسی مثل باکره به نظر می‌رسد، هرچند نیست. به همین دلیل او می‌تواند ادعا کند که باکره است. به دکتر اُسمار پیشنهاد می‌شود ابتدا با تامارا بخوابد، و لورا می‌گوید اگر اشتباه کرده باشد، همیشه می‌تواند پول را از روسپی‌خانه‌ای که تامارا از آنجا قرض گرفته شده پس بگیرد. سپس تامارا به ایوان می‌آید. او می‌خواهد به‌طور دائم در این روسپی‌خانه کار کند، اما برای این کار باید کل خانواده‌اش را جابه‌جا کند و از دکتر اُسمار کمک می‌خواهد.
آنا و دکتر اُسمار سپس برای مدت طولانی رابطه جنسی دارند، در حالی که هوگو از نقطه دیدش در زیرشیروانی تماشا می‌کند—به نظر می‌رسد هوگو بتواند از آنجا فعالیت‌های چندین اتاق خانه را جاسوسی کند. با دیدن رابطه جنسی آنا، هوگو برای اولین بار ماهیت واقعی خانه و شغل مادرش را درک می‌کند و شروع به گریه می‌کند. پس از رابطه، آنا و دکتر اُسمار به پخش رادیویی دربارهٔ اتحاد فزاینده فاشیستی بین هیتلر و موسولینی گوش می‌دهند، این پیام را می‌رساند که دکتر اُسمار می‌خواهد رهبر یک دولت فاشیستی برزیلی باشد که در صورت فرصت با محور متحد شود. اولگا، که پیش‌تر به هوگو علاقه نشان داده بود، به زیرشیروانی می‌آید و شکایت می‌کند که همه مردانی که به روسپی‌خانه می‌آیند آدم‌های پلیدی هستند و به این معنی است که دوست دارد با کسی پاک‌تر مثل هوگو رابطه داشته باشد. او دکمه‌های پیراهن و شلوار هوگو را باز می‌کند و بدنش را کمی نوازش می‌دهد، سپس لباسش را درمی‌آورد و از هوگو دعوت می‌کند سینه‌هایش را لمس کند، که او این کار را می‌کند. پس از مقداری معاشقه، او هوگو را دراز می‌کشد و کمی بیشتر نوازشش می‌کند، سپس روی او می‌نشیند، اما وقتی زنی دیگر نزدیک می‌شود و به دلیلی نامعلوم گریه می‌کند، کارشان قطع می‌شود. اولگا به پشت بام می‌رود تا مخفی شود، اما کمی بعد برمی‌گردد، روپوشش را می‌پوشد و می‌رود.
دکتر اُسمار با آنا دربارهٔ نیازش به احتیاط بیشتر در ارتباط با روسپی‌خانه صحبت می‌کند. تا پس از انتخابات، توجه بیشتری به فعالیت‌هایش خواهد بود. او از لورا خواسته کسی از روسپی‌خانه به دفترش نفرستد. او دربارهٔ عدم قطعیت بزرگ آن زمان صحبت می‌کند، اما می‌گوید همچنان خانه‌ای برای آنا فراهم خواهد کرد. این موضوع ظاهراً با آنا اختلاف ایجاد می‌کند. او خانه می‌خواهد، اما خانه کوچکی که خودش در حال خرید آن است و کاملاً مال خودش خواهد بود را به عمارتی اجاره‌ای که دکتر اُسمار فراهم کند ترجیح می‌دهد.
سپس رویداد برنامه‌ریزی‌شده آن شب آغاز می‌شود. یک گروه موسیقی زنده برای سرگرمی استخدام شده است. گروهی از مردان عمدتاً شیک‌پوش با دو ماشین به مهمانی می‌رسند. رهبر ظاهری آن‌ها، مردی با لباس تاکسیدو، به سایر مهمانان به عنوان دکتر بنسیو، متحد سیاسی احتمالی دکتر اُسمار، معرفی می‌شود. گروهی از زنان روی آماده کردن تامارا برای دیدارش با دکتر بنسیو کار می‌کنند، در حالی که هوگو همچنان از نقطه بالای خود رویدادها را تماشا می‌کند. یکی از همکاران دکتر اُسمار تماسی دریافت می‌کند که حاکی از تهدید احتمالی برای برنامه‌هایش است، اما دکتر اُسمار با سخنرانی‌ای دربارهٔ اتحاد سیاسی و معنای آن برای آینده برزیل پیش می‌رود. تامارا از هوگو، که او را تماشا می‌کند، می‌خواهد نزدیک بیاید. او می‌گوید این‌طور لباس پوشیده چون قرار است هدیه‌ای برای کسی باشد، احتمالاً دکتر بنسیو. تامارا همچنین از هوگو دعوت می‌کند سینه‌های برهنه‌اش را لمس کند، که او این کار را می‌کند. دکتر بنسیو از دعوت به این رویداد قدردانی می‌کند و می‌گوید به ندرت به چنین رویدادهایی دعوت می‌شود—هنوز مشخص نیست آیا او متوجه شده که اینجا روسپی‌خانه است یا نه. هوگو به لمس کردن تامارا ادامه می‌دهد تا اینکه آنا می‌رسد و با عصبانیت هوگو را به زیرشیروانی برمی‌گرداند. آنا به هوگو می‌گوید که باید کمی بیشتر در این شغل کار کند چون دنیا با پول می‌چرخد و او به پول نیاز دارد تا زندگی خوبی داشته باشند. آنا به هوگو دستور می‌دهد برای خواب آماده شود، در زیرشیروانی بماند و با کسی حرف نزند.
دکتر اُسمار به بحث دربارهٔ اتحاد احتمالی با مردان دیگر ادامه می‌دهد. به زودی جعبه بزرگی که به شکل هدیه بسته‌بندی شده به مهمانی آورده می‌شود و به عنوان هدیه‌ای برای دکتر بنسیو توصیف می‌شود. کسی—احتمالاً تامارا—با لباس خرس عروسکی از جعبه بیرون می‌آید و به تدریج شروع به درآوردن لباسش می‌کند. هوگو از بالا به تماشا ادامه می‌دهد. هوگو راه مخفی یا فضایی پیدا می‌کند که می‌تواند از آن به سطح پایین‌تر برود، جایی که می‌تواند از نزدیک شاهد رابطه جنسی روسپی‌ها با مردان باشد. تامارا سپس با دکتر بنسیو به اتاق خصوصی می‌رود. هوگو که زیرک است، راهش را به فضای مجاور اتاق آن‌ها پیدا می‌کند تا جاسوسی کند، اما کاملاً ساکت نیست و صدایی ایجاد می‌کند که توجه دکتر بنسیو را جلب می‌کند. دکتر بنسیو بررسی می‌کند و دستش را در فضای مخفی می‌برد، اما به نظر نمی‌رسد بتواند هوگو را لمس کند یا ببیند. با این حال، او مشکوک باقی می‌ماند، شاید فکر کند که دارند از او جاسوسی می‌کنند، و از تامارا می‌پرسد چه خبر است. تامارا سپس وانمود می‌کند که پرتغالی کمی بلد است و به آلمانی برمی‌گردد. دکتر بنسیو آشکارا شک‌هایش را بیان می‌کند، از دوستی می‌گوید که برای باج‌گیری از او عکاسی شده بود، و فکر می‌کند آیا همین اتفاق برای او هم در حال رخ دادن است. تامارا سعی می‌کند او را مطمئن کند که فقط می‌خواهند او را خوشحال کنند، اما او تامارا را دور می‌کند.
دکتر اُسمار، در رختخواب با آنا، اطمینان دارد که برنامه‌اش جواب خواهد داد. در همین حال، هوگو از جاسوسی تامارا به جاسوسی آنا می‌رود و از برانگیختگی فیزیکی فزاینده آنا لذت می‌برد. هوگو به زیرشیروانی برمی‌گردد و به رختخواب می‌رود، در حالی که در خواب رویاهایی از رابطه جنسی با یک زن و سپس گروهی حدوداً شش نفره می‌بیند. او در رختخواب شروع به خودارضایی به این تصاویر می‌کند.
صبح روز بعد، یکی از همکاران دکتر اُسمار به خانه می‌رسد. با حالتی عصبانی و فوری، خواستار صحبت با دکتر اُسمار می‌شود که هنوز با آنا در رختخواب است. وقتی دکتر اُسمار از خواب بیدار می‌شود، به او گفته می‌شود که نوعی کودتا، مشابه سال ۱۹۳۲، رخ داده است. دکتر اُسمار به آنا می‌گوید که کودتا احتمالاً او را مجبور به تبعید به فرانسه خواهد کرد، اما ابراز امیدواری می‌کند که این تبعید با آنا خوشایند باشد. او چکی برای آنا می‌نویسد و می‌گوید بعدازظهر بیشتر صحبت خواهند کرد. تامارا لباس می‌پوشد و اتاق دکتر بنسیو را ترک می‌کند، که هنوز کاملاً لباس پوشیده است. او به زیرشیروانی می‌رود، لباسش را درمی‌آورد و کنار هوگو به رختخواب می‌رود. آن‌ها شروع به معاشقه می‌کنند. دکتر اُسمار، دکتر بنسیو را بیدار می‌کند و دربارهٔ کودتا به او می‌گوید و می‌گوید باید برود. وقتی تامارا آماده می‌شود تا روی هوگو بنشیند و با او از بالا رابطه داشته باشد، آنا نزدیک می‌شود. تامارا سریع از رختخواب بیرون می‌آید و روپوشش را می‌پوشد. با این حال، برای آنا واضح است که چه اتفاقی در جریان بوده، و او با تامارا درگیر می‌شود و چند بار به او سیلی می‌زند. سپس دکتر اُسمار، دکتر بنسیو و مردانی که برایشان کار می‌کنند با عجله خانه را ترک می‌کنند.
آنا به هوگو می‌گوید که باید به مادربزرگش برگردد، هرچند آنا برای مادرش پول بیشتری خواهد فرستاد. آنا می‌گوید ماندن در روسپی‌خانه برای هوگو خوب نیست، اما او نمی‌فهمد و شروع به گریه می‌کند. آنا سعی می‌کند او را آرام کند، سپس روپوشش را درمی‌آورد و بدن برهنه‌اش را به هوگو نشان می‌دهد. آنا سپس به پسرش هوگو اجازه می‌دهد با او عشق‌بازی کند. یک چهره سیاسی، که ظاهراً با کودتا قدرت گرفته، به خانه می‌رسد و به‌طور مبهم قول می‌دهد که روسپی‌خانه را از قانون محافظت کند. ماشینی می‌رسد تا هوگو را به خانه مادربزرگش در سانتا کاتارینا برگرداند. صحنه به زمان حال برمی‌گردد، جایی که مشخص می‌شود مرد مسن در خانه، عمارت را به خیریه اهدا می‌کند. او به نظر چهره سیاسی بسیار ارشد می‌آید که به او «عالی‌جناب» خطاب می‌کنند. در صحنه پایانی فیلم، مرد مسن فاش می‌کند که هوگوی جوان، خودش در ۴۵ سال پیش بوده است.

## بازیگران
- ورا فیشر در نقش آنا
- تارسیزو میرا در نقش دکتر اُسمار
- شوشا منگل در نقش تامارا
- ماتیلده ماسترانجی در نقش اولگا
- ایریس بروزی در نقش لورا
- والتر فورستر در نقش هوگو (بزرگسال)
- مارسلو ریبیرو در نقش هوگو (کودک)
- مائورو مندونسا در نقش دکتر بنیسیو

## ساخت
مارسلو ریبریو گفت که برخلاف فیلم نخستش، «اروس، خدای عشق»، که در آن به دلیل عدم کنترل خودش، روی اندام خصوصی‌اش نوار چسب زده بودند، در صحنه‌های جنسی این فیلم او به‌طور عادی برهنه بود. او گفت: «من یادگرفتم که کار را از مسائل شخصی جدا کنم. اما البته همیشه یک شوخی کوچک یا موقعیت ناخوشایندی پیش می‌آید… صحنه فیلمبرداری خیلی رمزآلود است، هیچ‌وقت نمی‌دانی چه چیزی ممکن است اتفاق بیفتد.»

## نقد
در نقد وب‌سایت «فیلمز دو چیکو» آمده است که «به دلیل ارتباط این فیلم با شوشا به عنوان یک پدوفیل، فیلم شهرتی به دست آورد که با محتوای ارائه‌شده‌اش همخوانی ندارد. مانند همه فیلم‌های کوری، عشق شگفت‌انگیز عشق دارای صحنه‌های جنسی بیشمار و برهنگی آزادانه زیادی است، اما با روشن کردن همه جوانب، این یک فیلم خوب است.»

## جنجال

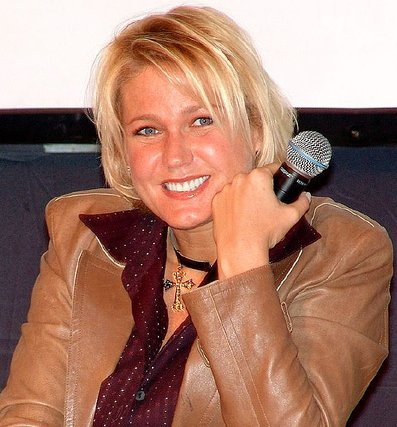
این فیلم جنجال به پا کرد زیرا شامل شرکت شوشا مجری کودکان بود.

فیلم عشق شگفت‌انگیز عشق به دلیل حضور شوشا در میان بازیگران، جنجال‌هایی به پا کرد. شوشا در مصاحبه‌ای توضیح داد که هنگام ساخت این فیلم بین ۱۷ تا ۱۹ سال سن داشته است. در مصاحبه دیگری، او اظهار داشت که فیلم در سال ۱۹۷۹ ساخته شده است. شخصیت او در این فیلم با پسری ۱۲ ساله، که نقشش را بازیگر مارسلو ریبریو ایفا کرده بود، رابطه جنسی دارد. از آنجا که در قرارداد، اجازه انتشار تصاویر برای ویدئو وجود نداشت، شوشا از طریق یک حکم قضایی دستور جمع‌آوری تمام نوارهای اصلی از فروشگاه‌ها و انبارهای کشور را صادر کرد. با این حال، پیش از اجرای این حکم قضایی، ۴۰۰۰ نسخه به فروش رفت و پس از آن، بسیاری از نسخه‌های غیرقانونی همچنان در گردش باقی ماندند. این موضوع باعث شد که فیلم به یک افسانه واقعی در میان کسانی که آن را ندیده بودند تبدیل شود.
انتشار و توزیع ویدئوی عشق شگفت‌انگیز عشق در کشور ممنوع است. با این حال، این فیلم در سال ۲۰۰۵ در ایالات متحده بر روی دی‌وی‌دی منتشر شد و هر برزیلی می‌تواند آن را از سایت‌های وارداتی خارجی خریداری کند. تهیه‌کننده آمریکایی حقوق فیلم را به شوشا واگذار نکرد. شوشا در سال ۱۹۹۳ در ایالات متحده شکایتی مطرح کرد، اما این دعوی را باخت.
در سال ۲۰۰۶، مارسلو ریبریو در سن ۳۹ سالگی پیدا شد و چندین مصاحبه انجام داد و همچنین کتابی دربارهٔ چگونگی وقایع آن زمان منتشر کرد که شامل گفتگوهای پشت صحنه با این بازیگر بود. در سال ۲۰۰۷، مارسلو ریبریو، که در آن زمان ۴۰ ساله بود، در مصاحبه‌ای دربارهٔ جنجال‌های فیلم صحبت کرد. او با استفاده از شهرت لحظه‌ای خود، در همان سال یک فیلم پورنوگرافیک ساخت.
در سال ۲۰۰۷، کل فیلم به صورت بدون سانسور و در ۵ قسمت در دسترس قرار گرفت. تاکنون هیچ اقدام قانونی در این مورد انجام نشده است. در سال ۲۰۱۱، تهیه‌کننده آنیبال ماساینی در دادگاه تلاش کرد تا فیلم را تجاری‌سازی کند و از شهرت این هنرمند بهره ببرد. در سال ۲۰۱۴، شوشا دعوایی علیه گوگل مطرح کرد تا فیلتری برای حذف نتایج مرتبط با این فیلم در موتور جستجوی آن ایجاد شود، اما این دعوی را باخت. شوشا علیه این تصمیم درخواست تجدیدنظر کرد، اما در سال ۲۰۱۷، این درخواست نیز رد شد.

## جوایز
| جوایز | جوایز        | جوایز            | جوایز                    | جوایز |
| سال   | جایزه        | دسته‌بندی         | دریافت کنندگان و نامزدها | نتیجه |
| ----- | ------------ | ---------------- | ------------------------ | ----- |
| ۱۹۸۲  | جام کاندانگو | بهترین بازیگر زن | ورا فیشر                 | برنده |
| ۱۹۸۲  | ایرفرانس     | بهترین بازیگر زن | ورا فیشر                 | برنده |